# لیتل ایتون
لیتل ایتون (به انگلیسی: Little Eaton) یک روستا و محله مدنی در بریتانیا است که در Erewash واقع شده‌است. لیتل ایتون ۲٬۴۳۰ نفر جمعیت دارد.